# Dasybasis alticola
Dasybasis alticola är en tvåvingeart som först beskrevs av Günther Enderlein 1925.  Dasybasis alticola ingår i släktet Dasybasis och familjen bromsar. Inga underarter finns listade i Catalogue of Life.